# Borgsjö, Åsele kommun
Borgsjö (sydsamiska Baerjege) är en by i Åsele distrikt (Åsele socken) i Åsele kommun i Västerbottens län (Lappland). Byn ligger på den östra sidan av Borgsjön inte långt från riksväg 92.